# Téodor de Wyzewa
Téodor de Wyzewa (Teodor Stefan Wyżewski) (ur. 12 września 1862, Kalusik na Podolu, zm. 7 kwietnia 1917 w Paryżu) – francuski pisarz, tłumacz i muzykolog, jeden z czołowych przedstawicieli symbolizmu we Francji, pochodzenia polskiego.
Wraz z Édouardem Dujardinem założył w 1885 roku pismo La Revue wagnérienne. Często zamieszczał artykuły o literaturze europejskiej w Revue des deux mondes. Napisał monografie licznych kompozytorów (van Beethovena, Wagnera, Mozarta - tę ostatnią, monumentalną, wraz z G. de Saint-Foix).
Był mężem Marguerite Terlinden, córki belgijskiego malarza Félixa Terlindena, bratowej historyka i krytyka sztuki Pierre'a Francastela. Do Paryża trafił jako 6-letnie dziecko.

## Dzieła
- Frédéric Nietzsche : le dernier métaphysicien (Revue bleue, 1891)
- Valbert ou les Récits d'un jeune homme (Librairie académique Perrin & Cie, 1893)
- La Jeunesse de Frédéric Nietzsche, 1896
- L'Amitié de Frédéric Nietzsche et de Richard Wagner, 1897
- Documents nouveaux sur Frédéric Nietzsche, 1899
- À propos de la mort de Nietzsche, 1900
- Un Ami de Frédéric Nietzsche : Erwin Rohde, 1902
- Contes chrétiens (Librairie académique Perrin & Cie)
- L’Œuvre d’Andréa Mantegna (Revue des Deux Mondes, 1902)
- Peintres de jadis et d'aujourd'hui... (Librairie académique Perrin & Cie, 1903)
- Wolfang Amédée Mozart, sa vie musicale et son œuvre (Librairie académique Perrin & Cie, 1912)
- Ma tante Vincentine (Librairie académique Perrin & Cie, 1913)
- Le Cahier rouge ou les Deux conversions d'Étienne Brichet (Librairie académique Perrin & Cie, 1917)**

## Tłumaczenia (na j. francuski)
- Zmartwychwstanie Lwa Tołstoja
- Złota legenda Jakuba de Voragine
- Franciszek z Asyżu